# Wallington Demesne
Wallington Demesne – civil parish w Anglii, w hrabstwie Northumberland. W 2011 civil parish liczyła 369 mieszkańców. W obszar civil parish wchodzą także Cambo, Corridge, Deanham, Hartburn Grange, Highlaws, North Middleton, Rugley Walls, South Middleton i Tondridge.